# Trappist-1 b
Trappist-1 b, auch bekannt als 2MASS J23062928-0502285 b, ist ein hauptsächlich felsiger Exoplanet, der um den ultra-kühlen Zwergstern Trappist-1 kreist. Er befindet sich 40,7 Lichtjahre (12,5 Parsec) von der Erde entfernt im Sternbild Wassermann. Der Planet wurde mit der Transitmethode entdeckt, bei der ein Planet das Licht des Sterns verdunkelt, wenn er vor ihm vorbeizieht. Die Entdeckung wurde erstmals am 2. Mai 2016 bekannt gegeben und zwischen 2017 und 2018 wurden weitere Studien durchgeführt, um seine physischen Parameter zu verfeinern.
Der Planet ist etwa 37 % massereicher als die Erde und etwa 12 % größer. Beobachtungen, die 2018 veröffentlicht wurden, legen nahe, dass die Atmosphäre von Trappist-1 b sehr heiß und potenziell reich an CO2 sein könnte, obwohl das Vorhandensein einer Atmosphäre nicht bestätigt werden konnte. Neuere Modellstudien deuten darauf hin, dass der Planet zu heiß ist, um die Bildung von schwefelsauren Wolken zu ermöglichen, wie sie auf Venus, dem heißesten Planeten im Sonnensystem, zu finden sind. Beobachtungen des James Webb Space Telescopes (JWST), die im Jahr 2023 bekannt gegeben wurden, legen nahe, dass der Planet keine signifikante Atmosphäre hat. Ergänzende Beobachtungen, die 2024 veröffentlicht wurden, deuten darauf hin, dass die Oberfläche aus Material besteht, das geologisch jung ist. Allerdings wären die Daten auch mit einem Szenario verträglich, nachdem Trappist-1 b eine dichte Atmosphäre aus Kohlendioxid und Dunst besitzt.

## Physikalische Eigenschaften

### Masse, Radius und Temperatur
Trappist-1 b ähnelt der Erde sowohl in Masse, Radius als auch Gravitation sehr. Er hat einen Radius von 1,116 R⊕, eine Masse von 1,374 M⊕ und etwa 110 % der Erdanziehungskraft. Erste Schätzungen der Dichte des Planeten legten nahe, dass er nicht vollständig aus Gestein besteht; mit einer Dichte von 3,98 g/cm3 müssen etwa ≤ 5 % seiner Masse flüchtig sein, wahrscheinlich in Form einer dicken Venus-ähnlichen Atmosphäre, da er fast viermal mehr Energie als die Erde erhält. Verfeinerte Dichteschätzungen zeigen jedoch, dass der Planet nur geringfügig weniger dicht als die Erde ist.
Bei Annahme einer Atmosphäre wurde die Oberflächentemperatur des Planeten zunächst auf zwischen 750 K (477 °C; 890 °F) und 1.500 K (1.230 °C; 2.240 °F) geschätzt, möglicherweise sogar bis zu 2.000 K (1.730 °C; 3.140 °F). Dies ist viel heißer als die Oberfläche von Venus und könnte heiß genug sein, dass die Oberfläche aus geschmolzener Lava besteht. Beobachtungen des James Webb Space Telescopes, die im Jahr 2023 bekannt gegeben wurden, legen jedoch nahe, dass der Planet keine signifikante Atmosphäre hat und eine Oberflächentemperatur von etwa 500 K (227 °C; 440 °F) aufweist. Darüber hinaus könnte der Planet aufgrund von Gezeitendrücken, ähnlich wie Jupiters Mond Io, sehr geologisch aktiv sein, da er eine ähnliche Umlaufzeit und Exzentrizität hat.

### Umlaufbahn
Trappist-1 b umkreist seinen Stern sehr nah. Eine Umlaufbahn dauert nur 36 Stunden oder etwa 1,51 Erdtage. Er umkreist seinen Stern in etwa 0,0115 AE (1,72 Millionen km; 1,07 Millionen Meilen) Entfernung, nur 1,2 % der Entfernung zwischen Erde und Sonne. Die Nähe zu seinem Stern bedeutet, dass die Trappist-1 b wahrscheinlich eine gebundene Rotation hat. Seine Umlaufbahn ist mit einer Exzentrizität von 0,00622 sehr kreisförmig, deutlich kreisförmiger als die Umlaufbahn der Erde.

### Mutterstern
Trappist-1 b umkreist den ultrakühlen Zwergstern Trappist-1. Er hat eine Masse von 0,089 M☉ und einen Durchmesser von nur 0,121 R☉. Die Oberflächentemperatur beträgt 2.511 K (2.238 °C; 4.060 °F), und das Alter wird auf zwischen 3 und 8 Milliarden Jahren geschätzt. Die Sonne hat im Vergleich dazu eine Oberflächentemperatur von 5.778 K (5.505 °C; 9.941 °F) und ist etwa 4,5 Milliarden Jahre alt. Trappist-1 hat eine Leuchtkraft von nur etwa 0,0005-facher Sonnenleuchtkraft. Er ist zu schwach, um mit dem bloßen Auge gesehen zu werden, mit einer scheinbaren Helligkeit von 18,80.

### Oberfläche und Atmosphäre
Die kombinierten Transmissionsspektren von Trappist-1 b und c schließen wolkenfreie wasserstoffdominierte Atmosphären für beide Planeten aus, daher ist es unwahrscheinlich, dass sie ausgedehnte Gasumhüllungen haben. Es wurde auch keine Heliumemission von Trappist-1 b festgestellt. Vor den Beobachtungen durch das JWST blieben andere Atmosphären, von einer wolkenfreien Wasserdampf-Atmosphäre bis hin zu einer Venus-ähnlichen Atmosphäre, mit den unspektakulären Spektren vereinbar.
Im Jahr 2018 wurde die Atmosphäre des Planeten vom Spitzer-Weltraumteleskop genauer untersucht und als ziemlich groß und heiß beschrieben, obwohl das Vorhandensein einer Atmosphäre nicht bestätigt werden konnte. Das Transmissionsspektrum des Planeten und die verfeinerte Dichteschätzung legten zwei Hauptmöglichkeiten für die Atmosphäre nahe: eine reich an Kohlendioxid oder eine reich an Wasserdampf. Die wahrscheinlichere CO2-Atmosphäre hätte eine Skalenhöhe von etwa 52 Kilometern (32 Meilen) (die der Erde beträgt 8 km (5,0 mi), und die von Venus 15,9 km (9,9 mi)) und eine durchschnittliche Temperatur von mehr als 1.400 K (1.130 °C; 2.060 °F), weit höher als die Gleichgewichtstemperatur des Planeten von 397,6 K (124,5 °C; 256,0 °F). Eine Wasserdampf-Atmosphäre müsste eine Skalenhöhe von mehr als 100 km (62 mi) und eine Temperatur größer als 1.800 K (1.530 °C; 2.780 °F) haben, um die Variationen in den Transit-Tiefen und dem Transmissionsspektrum des Planeten zu erzeugen, und wäre anfällig für Photodissoziation, wo CO2 es nicht wäre. Andere Quellen für die beobachteten Effekte wie Trübungen und dicke Wolken würden eine noch größere Atmosphäre erfordern. Trappist-1 b muss weiter untersucht werden, um seine potenziell große Atmosphäre zu bestätigen.
Beobachtungen des JWST durch Emissionsspektroskopie der Infrarotstrahlung des Planeten, die im Jahr 2023 bekannt gegeben wurden, legen nahe, dass der Planet keine signifikante Atmosphäre hat und eine Oberflächentemperatur von etwa 503 K (230 °C; 446 °F) aufweist. Eine Erweiterung des analysierten Datensatzes durch etwa zeitgleich erhobene Beobachtungen mit dem JWST revidiert die Ergebnisse zum Teil. Anstatt der erwarteten verwitterten Oberfläche mit relativ geringer Albedo, sprechen die kombinierten Daten für jüngeres, helleres Gestein, das typisch für eine geologische Aktivität wie Vulkanismus und Plattentektonik ist. Dieselbe Arbeit verweist jedoch auch auf eine alternative Deutung, die ebenfalls mit den Daten vereinbar ist, jedoch von den Autoren als weniger wahrscheinlich angesehen wird. Demnach könnte Trappist-1 b eine kohlendioxidreiche Atmosphäre mit einem hohen Dunstschleier haben, ähnlich wie es beim Saturnmond Titan zu beobachten ist.